# Садомский, Анатолий Михайлович
Анатолий Михайлович Садомский (20 октября 1910, Оренбург — 7 августа 1989, Москва) — советский шахматист, мастер спорта СССР (1962; по результатам заочных соревнований). 
Лучшие выступления в игре по переписке: 4-й чемпионат СССР (1957—1960) — 1-е, 2-й (1952—1955) — 3-6-е места. 
По профессии — врач-эпидемиолог.